# 克勒西拉斯
克勒西拉斯（英語：Kresilas），约活动于公元前5世纪前后。古希腊克里特西多尼亚（库多尼亚都城卡内亚的古称）的雕刻家之一，公元前450年至公元前430年为其创作期，他一生的大部分时间在雅典从事创作。他因带有其签名的雕像基座《伯里克利头像》和罗马仿制品《受伤的阿玛宗女战士》而为人所知。 

## 扩展阅读
- Der Neue Pauly Vol. 6 (1999) ISBN 3-476-01476-2